# Saint-Michel-Mont-Mercure
Saint-Michel-Mont-Mercure är en kommun i departementet Vendée i regionen Pays de la Loire i västra Frankrike. Kommunen ligger i kantonen Pouzauges som tillhör arrondissementet Fontenay-le-Comte. År 2018 hade Saint-Michel-Mont-Mercure 2 053 invånare.

## Befolkningsutveckling
Antalet invånare i kommunen Saint-Michel-Mont-Mercure
| Referens: INSEE |